# Власов, Иван Фадеевич
Иван Фадеевич Власов (12 сентября 1907 — февраль 1977) — советский военно-политический деятель, генерал-майор.

## Биография
Родился 12 сентября 1907 в д. Савинские горки Новоторжского уезда Тверской губернии Российской империи (ныне Болотовского района Тверской области) по-другим данным в Санкт-Петербурге в семье плотника. По национальности русский. В 1920 году окончил Марьинское 5-классное начальное училище, после чего был учеником сапожника в мастерских Бадаева и Молофеева в г. Торжок. С сентября 1923 г. батрак на паровой мельнице Копанева в г. Лихославль. С мая 1924 г. чернорабочий 1-й Государственной вальцевой мельницы им. В. И. Ленина. В 1924 году вступил в комсомол. С июня 1925 г. такелажник Ленинградской писчебумажной фабрики им. В. Володарского. С октября 1928 г. по январь 1923 г. курсант Ленинградской Краснознаменной школы военных сообщений им. М. В. Фрунзе, после окончания которого служил в Рабоче-крестьянской Красной армии помощником командира роты, с декабря 1932 г. временно исполняющим должность начальника хозяйственного довольствия, с мая 1933 г. временно исполняющим должность начальника финансовой части, с февраля 1934 г. помощником командира роты, в январе-марте 1935 г. командиром роты, с марта 1935 г. старшим техником штаба 2-го отдельного железнодорожного батальона Белорусского военного округа, лейтенант. С декабря 1927 г. кандидат в члены ВКП(б), а с сентября 1928 г. член ВКП(б). С июня 1936 г. по октябрь 1938 г. слушатель военно-морского факультета Военно-политической академии им. В. И. Ленина. С октября 1938 г. инструктор отдела кадров ВМФ Управления кадров ЦК ВКП(б). С апреля 1939 г. заведующий сектором, в октябре-декабре 1941 г. начальник Отдела кадров Управления военно-морских высших учебных заведений ВМФ СССР. С декабря 1941 г. заведующий сектором Отдела кадров ВМФ. В феврале-ноябре 1942 г. в распоряжении Управления кадров ВКП(б). С ноября 1942 г. заместитель заведующего Отделом кадров Народного комиссариата обороны и Народного комиссариата военно-морского фрота СССР, полковник. С октября 1948 г. заведующий сектором Административного отдела ЦК ВКП(б). С 3 ноября 1951 года генерал-майор береговой службы, однако уже 5 мая 1952 года звание было отменено и И. Ф. Власов был переаттестован в генерал-майора. С сентября 1952 г. начальник 6-го отдела 8-го управления Главного Управления спецслужбы при ЦК ВКП(б)/КПСС. В апреле-декабре 1953 г. сотрудник центрального аппарата МВД СССР, с декабря 1953 г. сотрудник Главного Управления МВД СССР (с января 1954 г. КГБ при Совете Министров СССР). С октября 1959 г. в запасе по болезни. Умер в конце февраля 1977 года в Москве.

## Воинские звания
- Лейтенант[2];
- Полковник — 1944[2];
- Генерал-майор береговой службы — 03.11.1951[1];
- Генерал-майор — 05.05.1952.

## Награды
Орден Ленина (03.11.1953), Орден Красного Знамени (20.06.1949), Орден Отечественной войны I степени (08.07.1945), Орден Отечественной войны II степени (22.02.1943), Орден Красной Звезды (22.07.1944, 03.11.1944) и медали, почетный сотрудник органов госбезопасности.